# Shun av Liu Song
Shun av Liu Song, född 469, död 479, var en kinesisk monark. Han var kejsare av Liu Song mellan 477 och 479. 